# Anthony Ramos

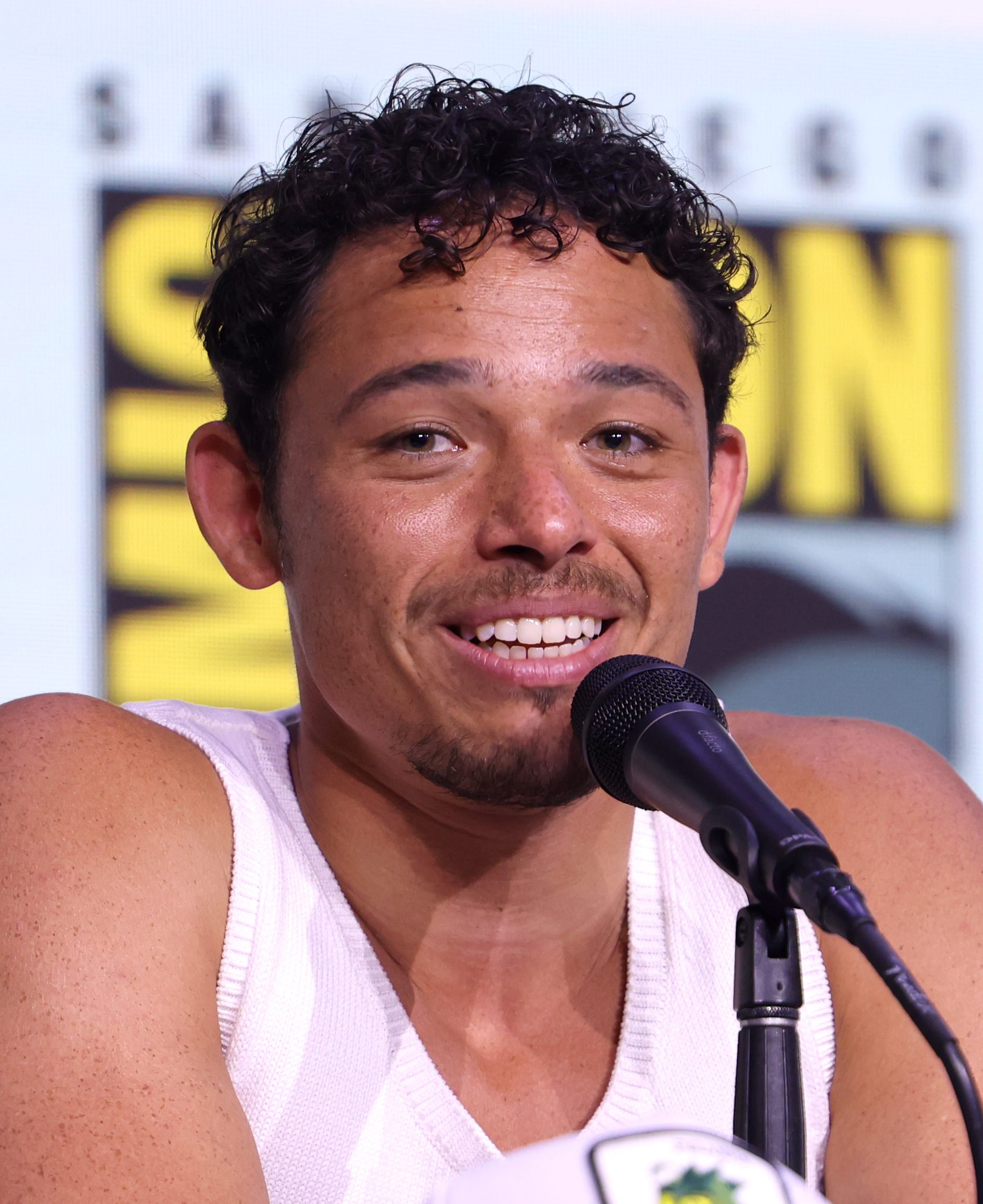
Anthony Ramos (2025)

Anthony Ramos Martinez (* 1. November 1991 in Brooklyn, New York) ist ein US-amerikanischer Schauspieler und Sänger. Bekannt wurde er durch die Verkörperung der Doppelrolle des John Laurens und Philip Hamilton im Jahre 2015 im Broadway-Musical Hamilton.

## Frühes Leben
Ramos wurde als Anthony Ramos Martinez geboren und ist puerto-ricanischer Abstammung. Er wuchs in Bushwick, Brooklyn auf, wo er mit seiner Mutter und zwei Geschwistern lebte. Ramos besuchte die Halsey Junior High School, wo er in einer Studentengruppe namens Halsey Trio Motown-Lieder bei Schulversammlungen sang. Er absolvierte die New Utrecht High School im Jahr 2009. Seine Ambitionen zu dieser Zeit konzentrierten sich auf Baseball, mit dem weiterführenden Plan, in der NCAA Division III College-Baseball zu spielen, gefolgt von einer Trainerkarriere. Dies konnte er jedoch auf Grund einer Verletzung nie realisieren. Nach der High School besuchte Ramos die American Musical and Dramatic Academy, ein Konservatorium für darstellende Künste, mit einem Vollstipendium. Er vollendete das Musiktheaterprogramm im Jahr 2011.

## Schauspielerische Karriere
Ab 2011 spielte Ramos Rollen in verschiedenen regionalen und tourenden Musikproduktionen, darunter Usnavi de la Vega in einer 2012er Produktion von In the Heights. Im Jahr 2014 trat Ramos in Heart and Lights in der Radio City Music Hall auf, einer Tanzshow mit den Rockettes, die während der Vorschau abgesagt wurde. Während der Proben für Heart and Lights sprach Ramos für die Off-Broadway-Produktion von Hamilton im The Public Theatre vor. Nachdem er seine Rolle in Hamilton bekommen hatte, spielte Ramos Justin Laboy in Lin-Manuel Mirandas kurzem Musical 21 Chump Street, einer 14-minütigen, einmaligen Aufführung am 7. Juni 2014, die für NPRs This American Life aufgenommen wurde.
Hamilton wurde Anfang 2015 am Broadway uraufgeführt, wobei Ramos die Doppelrollen von John Laurens und Philip Hamilton übernahm. Das Musical zog am 13. Juli 2015 an den Broadway und wurde am 6. August 2015 eröffnet. Ramos verließ die Produktion am 20. November 2016. 2015 erschien eine Aufnahme des Musicals. Mehrere Lieder mit Ramos Beteiligung wurden in den USA mit Platin- und Goldenen Schallplatten ausgezeichnet.
Im September 2016 wurde bekannt gegeben, dass Ramos in der Netflix-Comedy-Drama-Serie Nola Darling von Regisseur Spike Lee in der Rolle des Mars Blackmon zu sehen sein würde. Ramos spielte die Rolle des Ramon in dem 2018er Remake von A Star Is Born mit Lady Gaga und Bradley Cooper.
Im Jahr 2018 wurde berichtet, dass Ramos in der kommenden Verfilmung von In the Heights als Usnavi besetzt worden war. 2020 war er in Honest Thief zu sehen.

## Musikalische Karriere

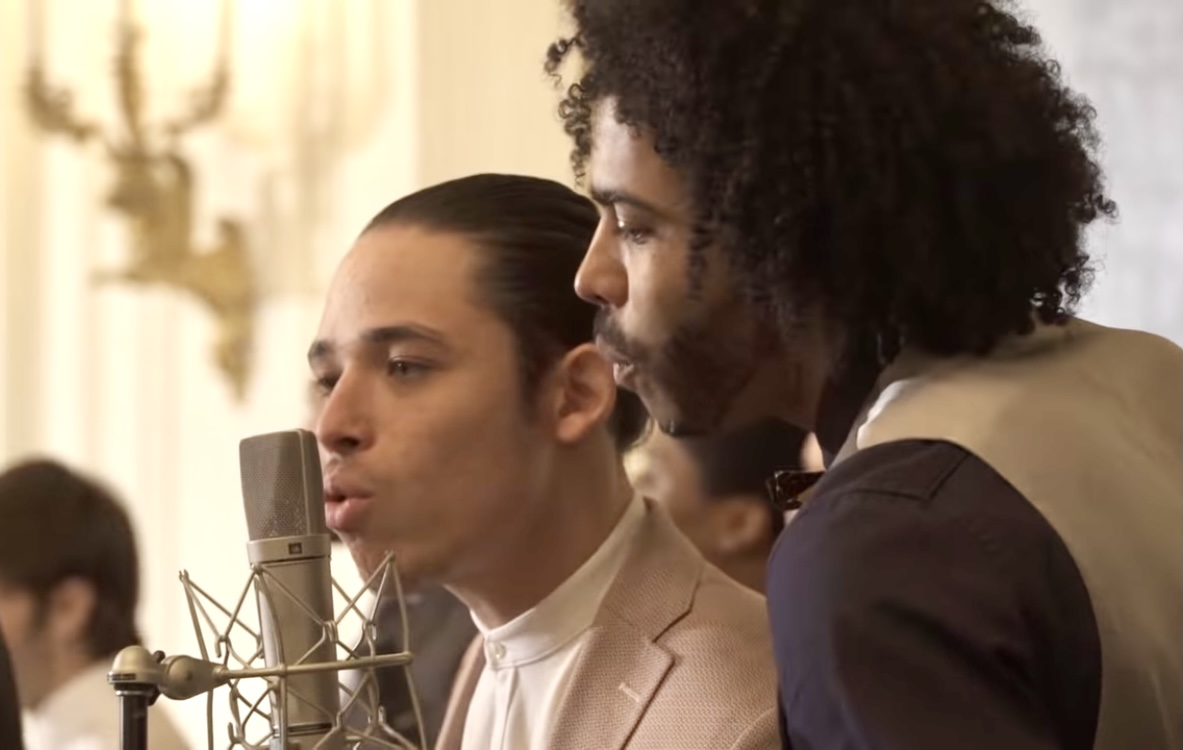
Anthony Ramos, 2017

Ramos erschien 2015 auf der original Broadway-Cast-Aufnahme von Hamilton. Dafür erhielt er den Grammy für Musical Album 2015.
Im Oktober 2017 wirkte er mit Lin-Manuel Miranda als einer der Sänger von Mirandas Song Almost Like Praying, einer Veröffentlichung zugunsten der Opfer des Hurrikans Maria.
Am 8. November 2017 veröffentlichte Ramos zwei Tracks, Freedom und Common Ground, von seiner ersten Solo-EP mit dem Titel The Freedom EP. Die Veröffentlichung wurde von Will Wells produziert, der zuvor bereits mit Logic und Pentatonix zusammengearbeitet hatte.
Inspiriert von den Wahlen 2016 wurde The Freedom EP am ersten Jahrestag der Amtseinführung von Präsident Donald Trump am 20. Januar 2018 veröffentlicht. Zusätzlich zu den zuvor veröffentlichten Singles Freedom, Common Ground und Alright enthielt die EP zwei neue Songs, When the Bell Tolls und PRayer.
Am 13. Juni 2019 wurde bekannt gegeben, dass Ramos einen Vertrag bei Republic Records unterschrieben hatte. Die Unterzeichnung wurde in seiner YouTube-Serie It Takes a Village dokumentiert, in der er enthüllte, dass in diesem Sommer neue Musik veröffentlicht werden würde. Sein Debütalbum The Good & The Bad wurde am 25. Oktober 2019 veröffentlicht. Es debütierte auf Platz 21 der US Billboard Heatseekers Albums-Charts.

## Privatleben
Anfang 2015 begann Ramos eine langfristige Beziehung mit der Darstellerin Jasmine Cephas Jones aus Hamilton, nachdem sie sich während der Proben für die Off-Broadway-Produktion im The Public Theatre kennengelernt hatten. Sie verlobten sich am 24. Dezember 2018.
Im November 2021 wurde bekannt, dass die beiden sich getrennt haben.

## Filmografie (Auswahl)

### Kino
- 2016: White Girl
- 2016: 10 Crosby (Kurzfilm)
- 2017: Nola Darling (Serie)
- 2017: Patti Cake$ – Queen of Rap (Patti Cake$)
- 2018: Monsters and Men
- 2018: A Star Is Born
- 2018: Summertime
- 2019: Godzilla II: King of the Monsters (Godzilla: King of the Monsters)
- 2020: Trolls World Tour (Stimme)
- 2020: Hamilton
- 2020: Honest Thief
- 2021: In the Heights
- 2022: Die Gangster Gang (The Bad Guys) (Stimme)
- 2023: Transformers: Aufstieg der Bestien (Transformers: Rise of the Beasts)
- 2023: Dumb Money – Schnelles Geld (Dumb Money)
- 2024: Twisters

### Fernsehen
- 2015: Younger (Zwei Folgen)
- 2016: Law & Order: Special Victims Unit (Eine Folge)
- 2017–2018: Will & Grace (Vier Folgen)
- 2017–2019: Nola Darling (She's Gotta Have It) (Neunzehn Folgen)
- 2019: Elena von Avalor (Elena of Avalor) (Stimme, eine Folge)
- 2021: In Treatment – Der Therapeut (In Treatment)
- 2025: Ironheart (Fernsehserie, 6 Folgen)

## Auszeichnungen
Hollywood Music in Media Award
- 2021: Nominierung als Bester Song – Onscreen Performance („Home All Summer“ in In the Heights)[6]

Golden Globe Award
- 2021: Nominierung als Bester Hauptdarsteller – Komödie/Musical (In the Heights)